# Trận Bình Ba
Trận Bình Ba (6–8 tháng 6 năm 1969), còn được gọi là Chiến dịch Hammer, là một trận chiến trong Chiến tranh Việt Nam. Sự kiện khởi đầu với việc Tiểu đoàn 5, Trung đoàn Hoàng gia Úc (5RAR) của Lục quân Úc chiến đấu với lực lượng tổng hợp của Quân đội nhân dân Việt Nam (QĐNDVN) và Mặt trận Dân tộc Giải phóng miền Nam Việt Nam (QGP), bao gồm một đại đội từ Trung đoàn 33 và các đơn vị QGP từ Tiểu đoàn D440, ở làng Bình Ba, cách Trại Núi Đất, Phước Tuy 5 km (3,1 mi) về phía bắc. Trận chiến này là một điểm bất thường trong kinh nghiệm chiến đấu của Úc ở miền Nam Việt Nam vì nó bao gồm các cuộc giao tranh khốc liệt từng nhà, mặc dù phần lớn kẻ thù thiệt mạng là do pháo hạng nặng và oanh tạc trên không. Để đối phó với những nỗ lực đánh chiếm Bình Ba của quân cộng sản, quân Úc đã tấn công ngôi làng bằng trực thăng bộ binh, thiết giáp và trực thăng, đánh tan QGP và phá hủy phần lớn ngôi làng. Tuy nhiên, những trận chiến như vậy không xảy ra thường xuyên ở Phước Tuy, và những tổn thất nặng nề mà quân cộng sản phải gánh chịu buộc họ phải tạm thời rút khỏi tỉnh. Mặc dù quân Úc vẫn chạm trán với các đơn vị lực lượng chủ lực của QĐNDVN/QGP trong những năm tiếp theo, trận Bình Ba đã đánh dấu sự kết thúc của những cuộc đụng độ quy mô lớn như vậy và được coi là một trong những chiến thắng quan trọng của Úc trong Chiến tranh Việt Nam.

## Bối cảnh
Làng Bình Ba nằm ở phía bắc căn cứ Trại Núi Đất của Lực lượng Đặc nhiệm Úc số 1 (1 ATF), ở phía tây Quốc lộ 2. Làng có dân số khoảng 3.000 người—chủ yếu là nông dân và công nhân trồng cao su. Bình Ba được người Úc biết đến nhiều với những căn nhà hình chữ nhật gọn gàng, chủ yếu được xây bằng gạch ngói đặc. Trong chuyến hành quân đầu tiên của 5RAR tại Việt Nam, một đại đội súng trường và một đơn vị súng cối đã đóng quân một thời gian ngắn trong chính ngôi làng này. Chiến lược này tỏ ra có tác dụng răn đe đơn vị thuế QGP và các đội ám sát đang nắm quyền kiểm soát ngôi làng. Tuy nhiên, lực lượng nhỏ của Úc tiêu hao nguồn tài nguyên hữu hạn quá nhiều, và ngôi làng được chuyển giao cho Địa phương quân và nghĩa quân bảo vệ.
Trong nỗ lực chứng minh rằng mình có thể di chuyển tự do trong tỉnh, một lực lượng tổng hợp bao gồm một đại đội của Trung đoàn 33 QĐNDVN, các đơn vị của Tiểu đoàn cơ động tỉnh D440 QGP, Đội du kích Bình Ba và Ngãi Giao và Đại đội huyện Châu Đốc đã chiếm Bình Ba vào tối ngày 5–6 tháng 6 năm 1969. Đáp trả lại, lực lượng Lục quân Việt Nam Cộng hòa (ARVN) đã được điều động từ Đức Thành vào sáng hôm sau.Thông tin tình báo ban đầu cho thấy một nhóm cỡ trung đội đã xâm nhập vào làng. Trong khi đó, trong một chiến dịch riêng biệt, 6 RAR cũng phải đối mặt với một cuộc đụng độ nặng nề cách căn cứ của đơn vị này vài km về phía bắc. Lúc 08:00 ngày 6 tháng 6, một chiếc xe tăng Centurion và một chiếc xe cứu hộ bọc thép của Úc di chuyển qua Bình Ba để đến hỗ trợ 6 RAR. Một quả RPG đã bắn trúng chiếc Centurion, xuyên qua tháp pháo, gây hư hỏng xe tăng và làm một thành viên tổ lái bị thương nặng. Huyện trưởng sau đó đã yêu cầu 1 ATF hỗ trợ giải vây Bình Ba.

## Diễn biến
Lực lượng Phản ứng Khẩn cấp ATF số 1, dưới sự chỉ huy của Thiếu tá Murray Blake, gồm Đại đội D 5 RAR yếu kém (chỉ 65 người), một đội xe tăng Centurion từ Trung đoàn Thiết giáp số 1 và một đội thiết giáp chở quân M-113 từ Trung đoàn Kỵ binh 3 đã tham gia xử lý vụ việc. Hỗ trợ trực tiếp là Khẩu đội 105, Pháo binh Hoàng gia Úc. Trong khi đó, các đơn vị của Tiểu đoàn 1, Trung đoàn 33 chiếm giữ các vị trí phòng thủ trong làng. Đến 10:30, quân Úc tiếp cận Bình Ba từ phía nam và bị tấn công bởi một loạt hỏa lực RPG từ một dãy nhà. Sau khi sơ tán phần lớn dân cư trong thị trấn, Đại đội D tấn công ngôi làng từ đông sang tây với sau loạt đạn yểm trợ từ trực thăng chiến đấu của Phi đội RAAF số 9. Lực lượng Địa phương quân và nghĩa quân được triển khai vào các vị trí chốt chặn. Bốn xe tăng dẫn đầu cuộc tấn công, với số bộ binh còn lại trên xe APC theo sau.
Quân Úc đến rìa làng lúc 11:20 dưới hỏa lực nhẹ. Ban đầu, xe tăng có hiệu quả để cận chiến, tuy nhiên vào thời điểm tiếp cận khu chợ ở trung tâm thị trấn, những khẩu RPG-7 giấu kín đã gây ra thiệt hại bên ngoài cho hai chiếc Centurion, trong khi một chiếc khác bị xuyên thủng. Trong vòng một giờ, ba trong số bốn xe tăng được sử dụng trong cuộc tấn công ban đầu đã bị vô hiệu hóa do hư hỏng và thương vong của kíp lái. Rõ ràng là những đánh giá ban đầu về sức mạnh của QĐNDVN/QGP là không chính xác, và có lẽ quy mô gần với một tiểu đoàn hơn là một trung đội. Ngoài ra, máy bay trực thăng trên không còn báo cáo một lực lượng địch lớn lên tới 60 người đang di chuyển về phía nam và phía tây. Ngoài ra, máy bay trực thăng trên không còn báo cáo một lực lượng địch lớn lên tới 60 người đang di chuyển về phía nam và phía tây. Khi di chuyển qua rừng cao su, thiết giáp Úc đụng độ với một đại đội đang chuẩn bị phản công, và gây thương vong nặng nề cho quân cộng sản trong sự kiện này.

Xác chết của QGP và các tòa nhà bị phá hủy ở Bình Ba trong trận chiến.

Đến 14:00, quân Úc được tăng viện bởi quân bổ sung từ Đại đội B 5 RAR, dưới sự chỉ huy của Thiếu tá Rein Harring. Lực lượng này chiếm các vị trí chốt chặn ở phía nam và phía đông. Sĩ quan chỉ huy của 5 RAR, Trung tá Colin Khan, đảm nhận quyền chỉ huy trận chiến. Với một đội xe tăng mới cùng sự hỗ trợ của APC, Đại đội D tiến hành cuộc tấn công thứ hai vào làng, lần này với bộ binh dẫn đầu. Một xe tăng và hai chiếc M113 đi cùng và hỗ trợ chặt chẽ mỗi trung đội. Trung đội dẫn đầu liên lạc ngay với địch và cuộc tiến công bị chậm lại do phải dọn sạch từng nhà. Quân cộng sản đang chiếm giữ các ngôi nhà đã bắn vào quân Úc từ cửa sổ và cửa ra vào trước khi rút vào đường hầm khi quân Úc đi qua. Binh nhì Úc Wayne Teeling đã thiệt mạng do một phát đạn xuyên cổ khi đội của anh ta tiếp cận dãy nhà đầu tiên. Một chiếc xe tăng bắn một loạt thuốc nổ vào tòa nhà do QĐNDVN/QGP chiếm giữ. Ngôi nhà nổ tung, và đội tiên phong tấn công ngay lập tức. Sáu người chết được tìm thấy trong đống đổ nát.
Kiểu hành động này được tiến hành dọc theo tuyến tấn công của Đại đội D và mỗi khi quân Úc bị tấn công từ một tòa nhà, xe tăng sẽ bắn thủng các bức tường và một đội bộ binh nhỏ sẽ quét sạch đối thủ cho đến khi mọi sự kháng cự bị dập tắt. Trong cuộc giao tranh, một số binh sĩ QĐNDVN/QGP đã cởi bỏ quân phục, vũ khí và cố gắng trà trộn vào các nhóm dân thường không thể rút lui. Sự hiện diện liên tục của dân thường trong làng buộc người Úc phải đối mặt với nguy hiểm tột độ khi cố gắng đưa những nhóm này ra khỏi khu vực chiến đấu. Những người khác cố gắng chạy trốn khỏi làng hoặc ẩn náu trong các hầm trú ẩn nhỏ dưới mọi ngôi nhà. Cuộc giao tranh tiếp tục kéo dài suốt buổi chiều và chỉ kết thúc vào lúc rạng sáng. Khi Bình Ba vẫn chưa được đảm bảo an toàn, Đại đội D và lực lượng thiết giáp yểm trợ sau đó đã chiếm giữ một bến cảng phòng thủ trong đêm, và kiệt sức vì giao tranh. Trong đêm Đại đội B đã tiêu diệt hai lính QGP đang cố gắng tiến về phía nam.
Lúc 6 giờ ngày 7 tháng 6, Đại đội B chặn được một đại đội QĐNDVN/QGP đang cố gắng tiến vào thị trấn, và buộc họ phải rút lui sau khi chặn các đường ra vào với hỗ trợ của thiết giáp. Vào ngày thứ hai, quân Úc tiếp tục dọn sạch cộng sản khỏi làng. Đại đội D, với một trung đội của Đại đội B trực thuộc, gặp phải sự kháng cự lẻ tẻ của một số nhóm nhỏ vẫn còn ẩn náu trong làng. Để dọn sạch hoàn toàn ngôi làng, mọi boongke, ngôi nhà và mọi khu vực có thể ẩn náu đều được khám xét. Vào cuối buổi sáng, lực lượng Việt Nam Cộng hòa ở thôn phía bắc Đức Trung bị tấn công, và Đại đội B và Trung đội xung phong được triển khai để hỗ trợ. Hầu hết các hoạt động lúc đấy đều tập trung vào Đức Trung, với một chiếc trực thăng báo cáo một lực lượng lên tới 80 quân QĐNDVN/QGP đang di chuyển giữa các tòa nhà. Với việc quân tiên phong chặn ở phía nam, một đại đội phản ứng của Địa phương quân và nghĩa quân vào dọn sạch làng, tuy nhiên quân cộng sản đã rút đi. Đến 13:00, giao tranh dữ dội lại nổ ra ở Đức Trung, khiến hơn 100 lính cộng sản nhanh chóng tràn lên quân cộng hòa. Tuy nhiên, hỏa lực pháo binh chính xác đã có tác dụng ổn định tình hình và Đại đội B với một đoàn xe tăng triển khai càn quét thôn. Trong buổi chiều, Đại đội D tiếp tục rà phá Bình Ba và giao tranh cận chiến trước khi quân Úc rút lui để quân Việt Nam Cộng hòa hoàn thành việc giải tỏa. Đến tối, ngôi làng đã được đảm bảo an ninh, các Đại đội B và D dựng các vị trí chốt chặn trong đêm.

## Sau trận đánh

Chiến trường Bình Ba sau trận đánh.

Trận Bình Ba kết thúc lúc 09:00 ngày 8 tháng 6 với một cuộc truy quét cuối cùng được thực hiện vào sáng hôm đó để đảm bảo Bình Ba sạch cộng sản. Vào thời điểm này, một lực lượng lớn của QĐNDVN/QGP đã bị quân Úc đánh bại và ngôi làng trên thực tế đã bị phá hủy. Quả thực, Bình Ba bị thiệt hại nặng nề đến mức nhiều dân làng mất nhà cửa sau đó đã được tái định cư với sự giúp đỡ của Đơn vị Nội vụ số 1 Úc. Bất chấp những nỗ lực nhằm giải tỏa dân thường trong làng trước trận chiến, một số lượng lớn dân thường chưa xác định chắc chắn đã thiệt mạng trong cuộc giao tranh. Hơn nữa, cùng với con số thương vong một chiều, đã dẫn đến những tuyên bố trên các phương tiện truyền thông về hành động tàn bạo của Úc. Một người Úc thiệt mạng và 10 người bị thương, trong khi tổn thất của QĐNDVN/GQP bao gồm ít nhất 107 người thiệt mạng, 6 người bị thương và 8 người bị bắt.
Trận Bình Ba là một trong những chiến thắng quan trọng của quân Úc ở miền Nam Việt Nam, và mặc dù quân Úc vẫn chạm trán với các đơn vị lực lượng chủ lực của quân cộng sản trong những năm tiếp theo, trận Bình Ba đã đánh dấu sự kết thúc của những cuộc đụng độ quy mô lớn như vậy. Thật vậy, do tổn thất nặng nề ở Bình Ba, QĐNDVN buộc phải tạm thời rút khỏi Phước Tuy và tiến vào tỉnh Long Khánh lân cận. Trung đoàn Hoàng gia Úc, Trung đoàn kỵ binh số 3/4 và Trung đoàn thiết giáp số 1 sau đó đã được trao tặng danh hiệu chiến đấu 'Bình Ba', một trong năm danh hiệu duy nhất được trao tặng cho các đơn vị Úc trong chiến tranh.